# تماسخت
تماسخت أو تمسخت أو تماسخ هو أحد قصور بلدية تامست الواقعة ضمن دائرة فنوغيل بولاية أدرار الجزائرية، يبعد عن مقر البلدية بمسافة 5 كم.

## أصل التسمية
- تماسخت: كلمة زناتية تعني مدخل البستان أو المنفذ الوحيد للسياج آفراق) الذي يحيط بالحقول وهذه التسمية تتناسب مع هيئة القصر ومدخله وهذه الكلمة لا تزال مستعملة عند الزناتة بهذا المعنى.

يحد قصر تماسخت من الشمال قصر إكيس، من الغرب الحمادة ومن الشرق قصر غرميانو ومن الشمال الشرقي تيطاف ومن الجنوب قصر أغيل.

## التاريخ
تم تأسيس قصر تماسخت التاريخي على يد البربر خلال القرن الرابع ميلادي، إستقرت به فيما بعد بعض العائلات اليهودية والتركية بالقصر وسكنت إلى جانب البربر، ويشاع أن قصر تماسخت أسسه اليهود بتاريخ 660 م (40/39 هـ) ولكنه أسس قبل ذلك بكثير من قبل البربر.
بعد الحركة الثورية التي قام بها الشيخ محمد بن عبد الكريم المغيلي ضد اليهود الذين رفضوا عتابه اللفظي، غادر اليهود المنطقة في هجرة كبيرة إلى أجزاء أخرى من الجزائر والمغرب.
بقي القصر عامراً حتى أواخر القرن العشرين، حيث هجر بالكامل وهو اليوم بقايا أطلال تعنى الجمعيات المحلية بالمطالبة بترميمه.

## الفلاحة
يعمل أغلب سكان قصر تماسخت في الفلاحة التي يغلب عليها غرس النخيل ويستعمل السكان تقنية الفقارة لتوفير المياه للسقي، نجد بتماسخت تسع فقارات هي:

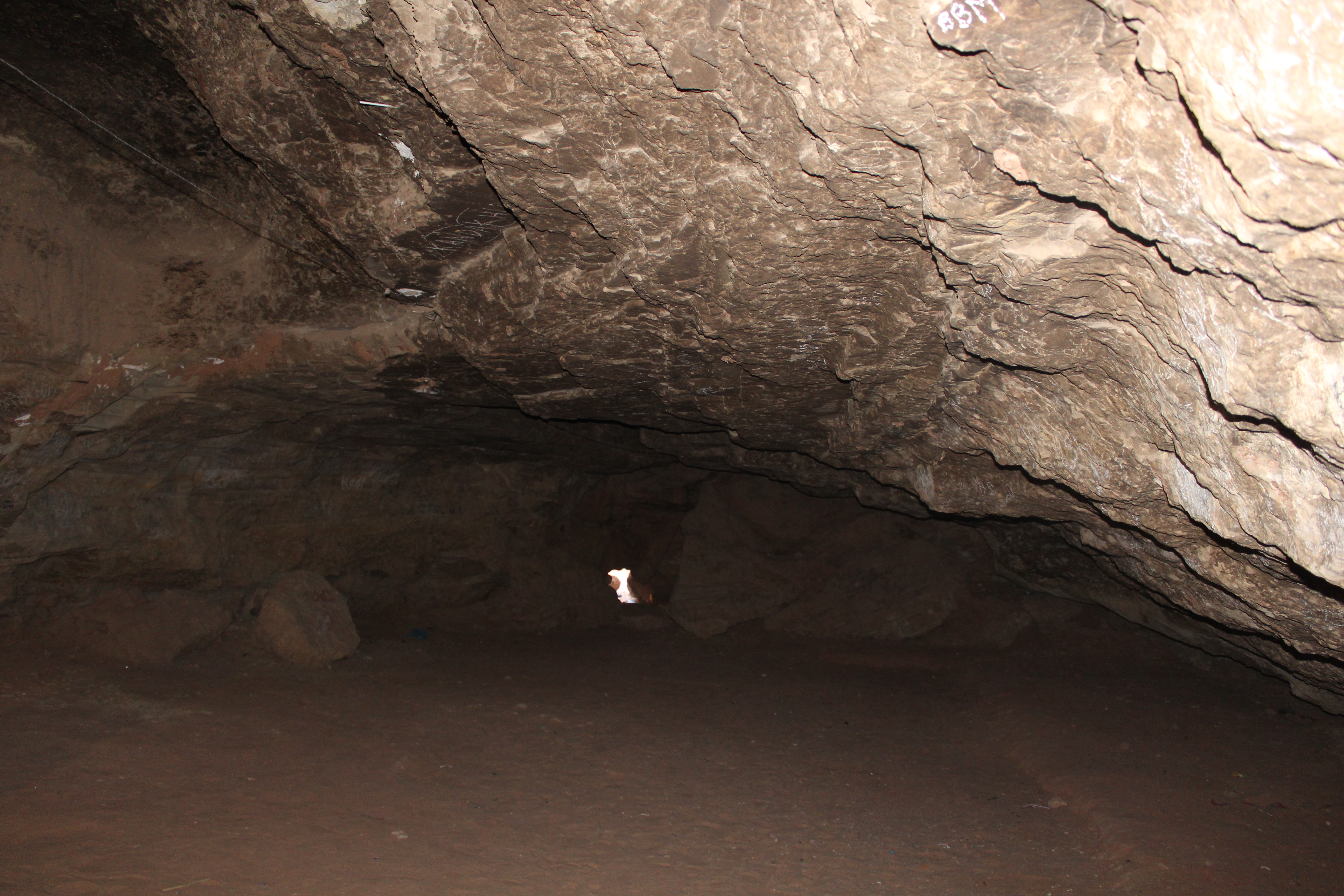
صورة لمغارة قصر تماسخت

| إسم الفقارة     | عدد الآبار |
| --------------- | ---------- |
| عبد الله موسة   | 480        |
| ايسكان          | 450        |
| منصور           | 480        |
| مربوح           | 270        |
| نعمانة          | 470        |
| راقدة           | 420        |
| تاقرقور الكبيرة | 500        |
| تاقرقور الصغيرة | 470        |
| الطريفة         | 490        |

## الأعلام
1. سيدي أحمد بن يوسف الملياني: تقام له زيارة سنوية بتماسخت في 16 مايو.[5]